# Verein für Leibesübungen Wolfsburg 2024-2025
Questa pagina raccoglie i dati riguardanti il V.f.L. Wolfsburg nelle competizioni ufficiali della stagione 2024-2025.

## Stagione
La stagione 2024-25 è la 80ª nella storia del club e la sua 28ª stagione nella massima divisione tedesca. Essa ha visto il Wolfsburg partecipare alla Bundesliga, per la ventottesima stagione consecutiva, e alla Coppa di Germania.

## Divise e sponsor
| Casa | Trasferta | Terza divisa |

## Rosa
Rosa e numerazione aggiornate al 17 gennaio 2025.
| N. |                       | Ruolo | Calciatore               |
| -- | --------------------- | ----- | ------------------------ |
| 1  | Polonia (bandiera)    | P     | Kamil Grabara            |
| 2  | Germania (bandiera)   | D     | Kilian Fischer           |
| 3  | Belgio (bandiera)     | D     | Sebastiaan Bornauw       |
| 4  | Francia (bandiera)    | D     | Maxence Lacroix          |
| 4  | Grecia (bandiera)     | D     | Kōnstantinos Koulierakīs |
| 5  | Svizzera (bandiera)   | D     | Cédric Zesiger           |
| 5  | Danimarca (bandiera)  | C     | Mads Roerslev Rasmussen  |
| 6  | Belgio (bandiera)     | C     | Aster Vranckx            |
| 7  | Danimarca (bandiera)  | A     | Andreas Skov Olsen       |
| 8  | Turchia (bandiera)    | C     | Salih Özcan              |
| 9  | Algeria (bandiera)    | A     | Mohamed Amoura           |
| 10 | Germania (bandiera)   | A     | Lukas Nmecha             |
| 11 | Portogallo (bandiera) | A     | Tiago Tomás              |
| 12 | Austria (bandiera)    | P     | Pavao Pervan             |
| 13 | Brasile (bandiera)    | D     | Rogério                  |
| 14 | Polonia (bandiera)    | A     | Bartosz Białek           |
| 16 | Polonia (bandiera)    | C     | Jakub Kamiński           |
| 17 | Germania (bandiera)   | A     | Kevin Behrens            |

| N. |                        | Ruolo | Calciatore       |
| -- | ---------------------- | ----- | ---------------- |
| 18 | Slovacchia (bandiera)  | D     | Denis Vavro      |
| 19 | Croazia (bandiera)     | C     | Lovro Majer      |
| 20 | Germania (bandiera)    | C     | Ridle Baku       |
| 21 | Danimarca (bandiera)   | D     | Joakim Mæhle     |
| 22 | Francia (bandiera)     | D     | Mathys Angély    |
| 23 | Danimarca (bandiera)   | A     | Jonas Wind       |
| 24 | Germania (bandiera)    | C     | Bence Dárdai     |
| 27 | Germania (bandiera)    | C     | Max Arnold       |
| 29 | Germania (bandiera)    | P     | Marius Müller    |
| 30 | Germania (bandiera)    | P     | Niklas Klinger   |
| 31 | Germania (bandiera)    | C     | Yannick Gerhardt |
| 32 | Svezia (bandiera)      | C     | Mattias Svanberg |
| 33 | Germania (bandiera)    | D     | David Odogu      |
| 38 | Germania (bandiera)    | C     | Bennit Bröger    |
| 39 | Austria (bandiera)     | C     | Patrick Wimmer   |
| 40 | Stati Uniti (bandiera) | D     | Kevin Paredes    |

## Calciomercato

### Sessione estiva
| Acquisti         | Acquisti         | Acquisti         | Acquisti         |
| R.               | Nome             | da               | Modalità         |
| Altre operazioni | Altre operazioni | Altre operazioni | Altre operazioni |
| R.               | Nome             | da               | Modalità         |
| ---------------- | ---------------- | ---------------- | ---------------- |

| Cessioni         | Cessioni         | Cessioni         | Cessioni         |
| R.               | Nome             | da               | Modalità         |
| Altre operazioni | Altre operazioni | Altre operazioni | Altre operazioni |
| R.               | Nome             | da               | Modalità         |
| ---------------- | ---------------- | ---------------- | ---------------- |

### Sessione invernale
| Acquisti         | Acquisti         | Acquisti         | Acquisti         |
| R.               | Nome             | da               | Modalità         |
| Altre operazioni | Altre operazioni | Altre operazioni | Altre operazioni |
| R.               | Nome             | da               | Modalità         |
| ---------------- | ---------------- | ---------------- | ---------------- |

| Cessioni         | Cessioni         | Cessioni         | Cessioni         |
| R.               | Nome             | a                | Modalità         |
| Altre operazioni | Altre operazioni | Altre operazioni | Altre operazioni |
| R.               | Nome             | da               | Modalità         |
| ---------------- | ---------------- | ---------------- | ---------------- |

## Risultati

### Bundesliga

#### Girone di andata
| Arbitro: | Siebert (Berlino) |

|                       |           |                                            |
| Majer 47’ (rig.), 55’ | Marcatori | 20’ Musiala 65’ (aut.) Kamiński 82’ Gnabry |

| Arbitro: | Exner |

|  |           |                        |
|  | Marcatori | 27’ Arnold 30’ Bornauw |

| Arbitro: | Osmers (Hannover) |

|          |           |                          |
| Baku 76’ | Marcatori | 30’, 82’ (rig.) Marmoush |

| Arbitro: | Stegemann (Niederkassel) |

|                                               |           |                                              |
| Wirtz 14’ Tah 32’ Hincapié 49’ Boniface 90+3’ | Marcatori | 5’ (aut.) Mukiele 37’ Bornauw 45+1’ Svanberg |

| Arbitro: | Jablonski (Brema) |

|                     |           |                        |
| Wind 10’ Amoura 68’ | Marcatori | 32’ Millot 90+7’ Undav |

| Arbitro: | Burda |

|           |           |                         |
| Boadu 72’ | Marcatori | 21’ Tomás 37’, 88’ Wind |

| Arbitro: | Schlager (Hügelsheim) |

|                     |           |                                            |
| Tomás 19’ Mæhle 79’ | Marcatori | 45+5’ Weiser 51’ Agu 67’ Ducksch 72’ Grüll |

| Amburgo 26 ottobre 2024, ore 15:30 CEST 8ª giornata | St. Pauli           | 0 – 0 referto | Wolfsburg | Millerntor-Stadion (29 546 spett.)\| Arbitro: \| Reichel (Stoccarda) \| |
| Arbitro:                                            | Reichel (Stoccarda) |               |           |                                                                         |

| Arbitro: | Brych (Monaco di Baviera) |

|            |           |           |
| Amoura 82’ | Marcatori | 34’ Tietz |

| Arbitro: | Osmers (Hannover) |

|               |           |                                  |
| Pieringer 64’ | Marcatori | 3’ Gerhardt 42’ Dárdai 90’ Tomás |

| Arbitro: | Stieler (Amburgo) |

|          |           |  |
| Baku 71’ | Marcatori |  |

| Arbitro: | Petersen (Stoccarda) |

|           |           |                                                 |
| Orbán 82’ | Marcatori | 4’, 16’ Amoura 5’ Tomás 64’ Mæhle 90+1’ Behrens |

| Arbitro: | Gerach (Landau in der Pfalz) |

|                                      |           |                             |
| Amoura 19’ Tomás 57’ Wind 84’, 90+4’ | Marcatori | 11’, 66’ Nebel 39’ Burkardt |

| Arbitro: | Stegemann (Niederkassel) |

|                                 |           |                       |
| Kübler 42’, 51’ Gregoritsch 61’ | Marcatori | 75’ Wind 83’ Svanberg |

| Arbitro: | Jöllenbeck (Friburgo in Brisgovia) |

|           |           |                                |
| Vavro 58’ | Marcatori | 25’ Malen 28’ Beier 30’ Brandt |

| Arbitro: | Dingert (Lebecksmühle) |

|  |           |            |
|  | Marcatori | 29’ Amoura |

| Arbitro: | Badstübner (Norimberga) |

|                                                        |           |            |
| Wind 3’ (rig.) Mæhle 60’ Arnold 75’ L. Nmecha 84’, 87’ | Marcatori | 89’ Fukuda |

#### Girone di ritorno
| Arbitro: | Reichel (Stoccarda) |

|                             |           |                 |
| Goretzka 20’, 62’ Olise 39’ | Marcatori | 24’, 88’ Amoura |

| Arbitro: | Jablonski (Brema) |

|                     |           |                       |
| Wimmer 50’ Wind 53’ | Marcatori | 13’ Zec 80’ Skrzybski |

| Arbitro: | Brand (Unterspiesheim) |

|          |           |            |
| Uzun 81’ | Marcatori | 50’ Amoura |

| Wolfsburg 8 febbraio 2025, ore 15:30 CET 21ª giornata | Wolfsburg                | 0 – 0 referto | Bayer Leverkusen | Volkswagen-Arena (27 000 spett.)\| Arbitro: \| Stegemann (Niederkassel) \| |
| Arbitro:                                              | Stegemann (Niederkassel) |               |                  |                                                                            |

| Arbitro: | Welz (Wiesbaden) |

|               |           |                                   |
| Woltemade 72’ | Marcatori | 77’ Tiago Tomás 87’ (rig.) Amoura |

| Arbitro: | Gerach (Landau in der Pfalz) |

|              |           |             |
| Svanberg 81’ | Marcatori | 50’ Mašović |

| Arbitro: | Brych (Monaco di Baviera) |

|            |           |                |
| Weiser 90’ | Marcatori | 6’, 48’ Wimmer |

| Arbitro: | Hartmann (Wangen im Allgäu) |

|                   |           |                    |
| Amoura 70’ (rig.) | Marcatori | 38’ Van der Heyden |

| Arbitro: | Petersen (Stoccarda) |

|           |           |  |
| Tietz 53’ | Marcatori |  |

| Arbitro: | Dankert (Rostock) |

|  |           |                      |
|  | Marcatori | 16’ (rig.) Pieringer |

| Arbitro: | Osmers (Hannover) |

|                |           |  |
| Hollerbach 63’ | Marcatori |  |

| Arbitro: | Exner |

|                            |           |                                 |
| Fischer 58’ Skov Olsen 75’ | Marcatori | 11’ Openda 26’, 49’ Xavi Simons |

| Arbitro: | Zwayer (Berlino) |

|                  |           |                     |
| Lee 37’ Kohr 40’ | Marcatori | 3’ Arnold 89’ Vavro |

| Arbitro: | Jablonski (Brema) |

|  |           |                 |
|  | Marcatori | 49’ Rosenfelder |

| Arbitro: | Brych (Monaco di Baviera) |

|                                   |           |  |
| Guirassy 3’, 59’ Adeyemi 69’, 73’ | Marcatori |  |

| Arbitro: | Jöllenbeck (Friburgo in Brisgovia) |

|                             |           |                          |
| Østigård 1’ (aut.) Wind 81’ | Marcatori | 34’ Kadeřábek 84’ Bülter |

| Arbitro: | Stegemann (Niederkassel) |

|  |           |               |
|  | Marcatori | 51’ L. Nmecha |

### DFB-Pokal
| Arbitro: | Storks |

|  |           |            |
|  | Marcatori | 15’ Wimmer |

| Arbitro: | Siebert (Berlino) |

|           |           |  |
| Wind 117’ | Marcatori |  |

| Arbitro: | Schlager (Hügelsheim) |

|                                 |           |  |
| Vavro 63’ Wind 67’ Gerhardt 85’ | Marcatori |  |

| Arbitro: | Reichel (Stoccarda) |

|                  |           |  |
| Šeško 69’ (rig.) | Marcatori |  |

## Statistiche finali

### Statistiche di squadra
| Competizione      | Punti | In casa | In casa | In casa | In casa | In casa | In casa | In trasferta | In trasferta | In trasferta | In trasferta | In trasferta | In trasferta | Totale | Totale | Totale | Totale | Totale | Totale | DR |
| Competizione      | Punti | G       | V       | N       | P       | Gf      | Gs      | G            | V            | N            | P            | Gf           | Gs           | G      | V      | N      | P      | Gf     | Gs     | DR |
| ----------------- | ----- | ------- | ------- | ------- | ------- | ------- | ------- | ------------ | ------------ | ------------ | ------------ | ------------ | ------------ | ------ | ------ | ------ | ------ | ------ | ------ | -- |
| Bundesliga        | 40    | 17      | 3       | 7       | 7       | 27      | 30      | 17           | 8            | 3            | 6            | 29           | 24           | 34     | 11     | 10     | 13     | 56     | 54     | +2 |
| Coppa di Germania | -     | 2       | 2       | 0       | 0       | 4       | 0       | 2            | 1            | 0            | 1            | 1            | 1            | 4      | 3      | 0      | 1      | 5      | 1      | +4 |
| Totale            | -     | 19      | 5       | 7       | 7       | 31      | 30      | 19           | 9            | 3            | 7            | 30           | 25           | 38     | 14     | 10     | 14     | 61     | 55     | +6 |

### Andamento in campionato
| Giornata  | 1  | 2 | 3  | 4  | 5  | 6  | 7  | 8  | 9  | 10 | 11 | 12 | 13 | 14 | 15 | 16 | 17 | 18 | 19 | 20 | 21 | 22 | 23 | 24 | 25 | 26 | 27 | 28 | 29 | 30 | 31 | 32 | 33 | 34 |
| --------- | -- | - | -- | -- | -- | -- | -- | -- | -- | -- | -- | -- | -- | -- | -- | -- | -- | -- | -- | -- | -- | -- | -- | -- | -- | -- | -- | -- | -- | -- | -- | -- | -- | -- |
| Luogo     | C  | T | C  | T  | C  | T  | C  | T  | C  | T  | C  | T  | C  | T  | C  | T  | C  | T  | C  | T  | C  | T  | C  | T  | C  | T  | C  | T  | C  | T  | C  | T  | C  | T  |
| Risultato | P  | V | P  | P  | N  | V  | P  | N  | N  | V  | V  | V  | V  | P  | P  | V  | V  | P  | N  | N  | N  | V  | N  | V  | N  | P  | P  | P  | P  | N  | P  | P  | N  | V  |
| Posizione | 12 | 6 | 12 | 13 | 13 | 12 | 13 | 14 | 14 | 12 | 11 | 8  | 5  | 10 | 11 | 10 | 7  | 7  | 7  | 10 | 9  | 9  | 8  | 7  | 7  | 8  | 9  | 12 | 12 | 12 | 12 | 12 | 12 | 11 |

Fonte:  Bundesliga - Tabelle, su bundesliga.com.
Legenda:

Luogo: C = Casa; T = Trasferta. Risultato: V = Vittoria; N = Pareggio; P = Sconfitta.